# ISO 26000
ISO 26000:2010之中文標準名稱為社會責任指引（英語：Guidance on Social Responsibility），是一項國際標準，為社會責任（通常是企業社會責任）提供指導方針。它由國際標準化組織於2010年11月1日發布，其目標是透過鼓勵企業和其他組織實踐社會責任，改善對工人、自然環境和社區的影響，為全球永續發展做出貢獻。

## 結構
ISO 26000的結構如下：
1. 範圍
2. 術語和定義
3. 了解社會責任
4. 社會責任原則
5. 認識社會責任並吸引利害關係人參與
6. 社會責任核心科目指導
7. 關於在整個組織中整合社會責任的指南